# كيث ميتشيل (لاعب كرة قاعدة)
كيث ميتشيل (بالإنجليزية: Keith Mitchell) هو لاعب كرة قاعدة أمريكي، ولد في 6 أغسطس 1969 في سان دييغو في الولايات المتحدة.

## وصلات خارجية
- كيث ميتشيل على موقعبيزبول رفرنس.كوم (الدوري الرئيسي) (الإنجليزية)
- كيث ميتشيل على موقعبيزبول رفرنس.كوم (الدوري الثانوي) (الإنجليزية)